# Adenir Carruesco
Adenir Alves da Silva Carruesco (Santa Cruz de Monte Castelo, 19 de fevereiro de 1965) é uma magistrada brasileira. Foi a primeira desembargadora negra de carreira a presidir o Tribunal Regional do Trabalho de Mato Grosso (TRT-MT).

## Biografia e carreira
Carruesco é natural de Santa Cruz de Monte Castelo, no Paraná. Nasceu filha de pais analfabetos, seu Silvino e dona Geralda, ambos trabalhadores rurais das lavouras de café. Seu nome é Adenir em homenagem à uma professora que sua mãe sempre via passar carregando livros nas mãos.
Quando tinha apenas 18 anos, ela prestou um concurso para o Tribunal de Justiça do Mato Grosso do Sul e foi aprovada para integrar a equipe do fórum. Antes disso, ela tinha a intenção de cursar educação física, porém, o trabalho no fórum despertou-lhe o interesse em cusar direito. Ela fez vestibular e foi aprovada para estudar direito em Dourados, no Mato Grosso do Sul. Nesta mesma época, ocorreu o surgimento de uma vaga na 3.ª Vara Cível e, novamente, ela foi selecionada, desta maneira, conseguindo trabalhar e estudar.
Foi aprovada no concurso para juíza do Trabalho em Mato Grosso em 1994, tomando posse em 20 de outubro como juíza do trabalho substituta. Foi promovida a juíza titular em 2004, atuando nas unidades de Alta Floresta e Primavera do Leste. Em 2005 foi transferida para a 1.ª Vara de Rondonópolis, permanecendo no local por 16 anos.
Carruesco tomou posse como desembargadora em dezembro de 2021 e mudou-se para Cuiabá para atuar no cargo.
Em dezembro de 2023, Carruesco foi empossada como Presidente do Tribunal Regional do Trabalho da 23.ª Região para o biênio 2024/2025. Ela foi a segunda mulher negra a ocupar a presidência, sendo a primeira mulher negra da carreira da magistratura.